# Supercoupe de Belgique de football 2005
La Supercoupe de Belgique 2005 est un match de football qui a été joué le 30 juillet 2005, entre le vainqueur du championnat de division 1 belge 2004-2005, le FC Bruges et le vainqueur de la coupe de Belgique 2004-2005, Germinal Beerschot Anvers. Le FC Bruges remporte le trophée après la séance des tirs au but. C'est la treizième Supercoupe pour le club, la quatrième d'affilée.

## Feuille de match
| Titulaires : |  |
| |  |
| GK 1 Tomislav Butina · RB 32 Günther Vanaudenaerde · CB 26 Birger Maertens · CB 6 Philippe Clement · LB 5 Michael Klukowski · CM 3 Sven Vermant · CM 8 Gaëtan Englebert · LM 18 Ivan Leko · RM 7 Gert Verheyen · CF 9 Manasseh Ishiaku · CF 14 Boško Balaban 12e 36e · |  |
| Remplaçants : |  |
| GK 23 Stijn Stijnen RB 2 Olivier De Cock CB 15 Marek Špilár CM 11 Jonathan Blondel CF 29 Dieter Van Tornhout CF 31 Kevin Roelandts RM 14 Grégory Dufer |  |
| Entraîneur : |  |
| Jan Ceulemans |  |

| Titulaires : |  |
| |  |
| GK 26 Luciano da Silva · RB 8 Kris De Wree · CB 4 Kurt Van Dooren · CB 17 Mario Cvitanović · LB 5 Pieter-Jan Monteyne · DM 12 Wim De Decker 26e · RM 13 Cephas Chimedza 28e · LM 7 Karel Snoeckx · OM 19 Mohamed Messoudi 60e · RF 11 Sezer Öztürk · LF 9 Jurgen Cavens · |  |
| Remplaçants : |  |
| GK 1 Bram Verbist · RB 6 Jonas De Roeck · CM 10 Julien Kemajou · CM 25 Dickson Agyeman · RM 24 Mohamed Camara · CF 14 Prince Asubonteng 71e · |  |
| Entraîneur : |  |
| Marc Brys |  |

| Titulaires : |  |
| |  |
| GK 1 Tomislav Butina · RB 32 Günther Vanaudenaerde · CB 26 Birger Maertens · CB 6 Philippe Clement · LB 5 Michael Klukowski · CM 3 Sven Vermant · CM 8 Gaëtan Englebert · LM 18 Ivan Leko · RM 7 Gert Verheyen · CF 9 Manasseh Ishiaku · CF 14 Boško Balaban 12e 36e · |  |
| Remplaçants : |  |
| GK 23 Stijn Stijnen RB 2 Olivier De Cock CB 15 Marek Špilár CM 11 Jonathan Blondel CF 29 Dieter Van Tornhout CF 31 Kevin Roelandts RM 14 Grégory Dufer |  |
| Entraîneur : |  |
| Jan Ceulemans |  |

| Titulaires : |  |
| |  |
| GK 26 Luciano da Silva · RB 8 Kris De Wree · CB 4 Kurt Van Dooren · CB 17 Mario Cvitanović · LB 5 Pieter-Jan Monteyne · DM 12 Wim De Decker 26e · RM 13 Cephas Chimedza 28e · LM 7 Karel Snoeckx · OM 19 Mohamed Messoudi 60e · RF 11 Sezer Öztürk · LF 9 Jurgen Cavens · |  |
| Remplaçants : |  |
| GK 1 Bram Verbist · RB 6 Jonas De Roeck · CM 10 Julien Kemajou · CM 25 Dickson Agyeman · RM 24 Mohamed Camara · CF 14 Prince Asubonteng 71e · |  |
| Entraîneur : |  |
| Marc Brys |  |